# KING OF STAGE
KING OF STAGE（キング オブ ステージ）は、HIPHOPグループのRHYMESTERが行うライブツアーの名称であり、RHYMESTERの別名。主に自身のアルバムリリースごとに行われ、歌われる曲はアルバム収録曲を中心としたものになっている。vol.3までは単体のライブだったが、メジャーデビューしてからのvol.4以降はツアー形式で行われている（Vol.7を除く）。
2011年6月現在の時点でVol.9まで公演されている。

## King of Stage
ミニアルバム「PLUS ALPHA」のリリースを受け、1996年3月に行なわれた最初のKing of Stage。 場所は渋谷Club Quattro。

## King of Stage vol.2
シングル「耳ヲ貸スベキ」のリリースを受け、1996年11月に行なわれた2度目のKing of Stage。場所は渋谷On Air West。

## King of Stage vol.3
アルバム「リスペクト」のリリースを受け、1999年11月に行なわれた3度目のKing of Stage。「King of Stage　vol.3」と名づけられた公演は新宿Liquidroomでの1回だけだが、全体では30公演を越す全国クラブツアーであり、「King of Stage　vol.3」はその最終公演にあたる。ちなみにこれがメンバーにとって初の本格的全国ツアーであった。

## King of Stage vol.4
メジャーデビューアルバム「ウワサの真相」のリリースを受け行なわれた、メジャー初のKing of Stage 。ここからは「King of Stage」自体がツアー形式を取り、同じ名称で全国各地で複数回行なわれることになる。また、SHIBUYA-AXではWack Wack Rhythm Bandとのセッションなども行なわれ、近年のRHYMESTERの特色であるバンドセッションという方向性を見出す契機となった公演である。
最終日であるSHIBUYA-AXでのライブの内容がDVD「キング・オブ・ステージ Vol.4 ～ウワサの真相リリースツアー～ファイナル」として発売されている。
開催地
- 札幌ペニーレーン24
- 仙台ビーブメントシアター
- 博多be-1
- 名古屋Club Quattro
- 大阪BIG CAT
- SHIBUYA-AX

## King of Stage vol.5
2004年発売のアルバム「グレイゾーン」のリリースを受け行なわれた、2度目のツアー形式のKing of Stage 。前回の倍以上の公演回数を誇る。ヒップホップアーティスト単体としては初の日比谷野外大音楽堂での公演を行なった。
日比谷野外大音楽堂でのライブの様子はDVD「KING OF STAGE vol.5　～グレイゾーン・リリース・ツアー　2004～」にて収録されている。
開催地
- 鹿児島SR HALL
- 福岡DRUM LOGOS
- 名古屋CLUB DIAMOND HALL
- 大阪なんばHATCH
- 広島CLUB QUATTRO
- 松山SALONKITTY
- 金沢AZ HALL
- 富山MAIRO
- 新潟LOTS
- 日比谷野外大音楽堂
- ZEPP SENDAI
- 青森Quarter
- ZEPP SAPPORO

## King of Stage vol.6
2006年発売のオリジナルアルバム「HEAT ISLAND」のリリースにより公演されたツアー形式のKing of Stage 。
最終日、日比谷野外大音楽堂での公演の内容はRHYMESTERのビデオクリップDVD「MADE IN JAPAN THE BEST OF RHYMESTER: THE VIDEOS」初回生産限定盤のボーナスディスクに収録されている。

開催地
- 大阪BIG CAT
- 広島Quattoro
- 博多Drum Logos
- 名古屋Diamond Hall
- 新潟LOTS
- Zepp Sapporo
- 日比谷野外大音楽堂

## King of Stage vol.7
2007年3月31日に日本武道館で行なわれた単体でのKING OF STAGE。自身のベストアルバム『メイドインジャパン〜THE BEST OF RHYMESTER〜』のリリースを受けて公演されたのだが、RHYMESTERとして活動休止に入る前の最後のKING OF STAGEとなる。ここ数年ではリリースしたアルバムの曲を中心に公演していたのだが、ベストアルバムのリリースをうけての公演ということと、活動休止前の最後の単体ライブということもあり、内容は過去の曲から最新の曲まで幅広く取り扱い、時間にして3時間半という大規模な公演となった。公演では12年ぶりの顔合わせとなった「口からでまかせ　feat.KING GIDDRA & SOUL SCREAM」をはじめ、ゴスペラーズやクレイジーケンバンドの横山剣など、いままでなかなか実現しなかったフィーチャリング曲がオリジナルメンバーで歌われた。
公演では観客が歌い手であるRHYMESTERを驚かせようと、アンコールで彼らが再登場する際に、観客全員が赤色の「サリウムライト（発光ライト）」を腕に巻いて、アルバム『HEAT ISLAND』のイメージカラーで会場を真っ赤に染める「ライムスターサプライズ2007」が、ファンの有志により企画された。そのときの様子を書いたRHYMESTERブログのMummy-Dの記事によると、暗転サイレントだったためにリアクション出来ずじまいだったが感動した、という旨のコメントをしている。
2007年12月5日にDVD『KING OF STAGE VOL.7〜メイドインジャパン at 日本武道館〜』が発売される。
開催地
- 日本武道館

参加アーティスト
- Romancrew
- MAKI THE MAGIC
- BOY-KEN
- FIRE BALL
- ゴスペラーズ
- F.O.H
- PUSHIM
- 横山剣（クレイジーケンバンド）
- 菅原愛子（クレイジーケンバンド）
- Scoobie Do
- SUPER BUTTER DOG
- ラッパ我リヤ
- CRAZY-A
- 東京B-BOY
- キングギドラ
- SOUL SCREAM
- WACK WACK RHYTHM BAND
- MCU（KICK THE CAN CREW）
- KREVA（KICK THE CAN CREW）
- LITTLE（KICK THE CAN CREW）
- K.I.N（MELLOW YELLOW）
- KOHEI JAPAN（MELLOW YELLOW）
- RIP SLYME
- CUEZERO
- CHANNEL
- SONOMI
- 童子-T

## King of Stage vol. 8
2010年発売のオリジナルアルバム「マニフェスト」のリリースにより公演された、ツアー形式としては4年ぶりのKing of Stage 。

追加公演を除く全公演がZeppで行われ、シリーズ最高集客数となった。

Zepp Tokyoでのライブの様子はDVD「KING OF STAGE vol. 8　～マニフェスト Release Tour 2010～」に収録されている。
開催地
- Zepp Sapporo
- Zepp Nagoya
- Zepp Osaka
- Zepp Fukuoka
- Zepp Tokyo

追加公演
- クラブチッタ 川崎

参加アーティスト
- COMA-CHI　全公演
- Maki The Magic　東京及び川崎
- DABO　東京
- TWIGY　東京
- Zeebra　東京
- FIRE BALL　川崎

## King of Stage vol. 9
2011年発売のオリジナルアルバム「POP LIFE」のリリースにより公演されたツアー形式のKing of Stage 。

自称「マッピングを使用して成功した、日本人では最初のツアー」となった。

これは震災の影響を受けて、大仕掛けな舞台装置の節減や節電効果が期待できる工夫だと説明された。

またチャリティーチケットの販売やチャリティーTシャツの販売が行われた。

開催地
- Zepp Nagoya
- Zepp Fukuoka
- 札幌ペニーレーン24
- 大阪なんばHATCH
- Zepp Tokyo

追加公演
- クラブチッタ 川崎

ゲスト・アーティスト
選曲をその場で決める「ミステリーコーナー」では、アルバム・タイトルが記された的が用意され、呼び込まれたゲストがダーツを投げて、当たったアルバムのメドレーが行われた。

- スガシカオ　東京公演